# Nathan Leone
Nathan Daniel Leone är sångare i alternativerockbandet Madina Lake där även hans enäggstvillingbror Matthew Leone är med som basist och bakgrundssångare. När de var 12 år gamla dog deras mamma i en bilolycka.
Båda var från början fotbollsspelare men beslutade sig senare för att gå över till musiken.

## Diskografi

### Med The Blank Theory
Studioalbum
- 2000 – Catalyst
- 2002 – Beyond The Calm Of The Corridor

EP
- 1999 – Blinding Process

Singel
- 2004 – "Perfect"

### Med Madina Lake
Studioalbum
- 2007 – From Them, Through Us, to You
- 2009 – Attics to Eden
- 2011 – World War III

EPs
- 2006 – The Disappearance of Adalia
- 2010 – The Dresden Codex

Livealbum
- 2010 – Live in the UK

Hitsinglar
- 2007 – "House of Cards" (US Alt. #38)
- 2007 – "Here I Stand" (UK Rock #2)
- 2009 – "Never Take Us Alive" (UK Rock #10)
- 2009 – "Let's Get Outta Here" (UK Rock #3)
- 2012 – "Across 5 Oceans" (UK Rock #17)